# Dehydro-α-Lapachon
Dehydro-α-Lapachon ist eine Naphthochinonverbindung. Der Name leitet sich aus als Lapacho bezeichneten Baumarten ab, in deren Holz und Rinde die Substanz natürlich vorkommt.
Dehydro-α-Lapachon und andere Naphthochinon zeigen verschiedene biologische Aktivitäten. Zu den Eigenschaften von Dehydro-α-Lapachon zählt eine fungizide Wirkung. Es verursacht eine vaskuläre Reduzierung und Wachstumsverzögerung in orthotopischen Mammatumoren bei Mäusen.